# مس (II) هیدروکسید
مس II هیدروکسید با فرمول شیمیایی Cu(OH)2 یک ترکیب شیمیایی و نامحلول در آب است. جرم مولی آن ۹۷/۵۶۱ g/mol می‌باشد. این ماده به شکل پودر آبی روشن که نشان از وجود یون مس است وجود دارد.

## تولید
مس هیدروکسید از اضافه کردن هیدروکسیدهای محلول به نمک‌های مس (II) بدست می‌آید.
CuCl2 + 2NaOH -----> Cu(OH)2 +2 NaCl